# Орел маймунояд
Орелът маймунояд (Pithecophaga jefferyi) е една от най-големите грабливи птици в света. Принадлежи към семейство Ястребови. 
Върховен хищник на Филипините, "кралят на Филипинската джунгла", той е и един от най-силно застрашените от изчезване животински видове на планетата.

## Особености
Орелът-маймунояд може да порасне до дължина 1 м. и тегло 6 кг. Когато е нащрек, перата на главата му настръхват.
Храни главно с летящи лемури и маймуни, но също и със змии, палмови цивети, летящи катерици, плодоядни прилепи и птици.
Обитава изключително тропически гори. Тези птици свиват гнездата си обикновено във високите части на дърветата с открити клони. За да изхранва малките си, всяка двойка орли се нуждае от ловна територия от около 70 до 130 км² гора.

## Разпространение и екология
Разпространен е единствено на Филипинския архипелаг и във връзка с това обявен за национална емблема на Филипините през 1995 г.
Наблюдаван е само на 4 от Филипските острови: Лусон, Самар, Лейте и Минданао. Най-многобройна е популацията на о. Минданао.
Има едва до неколкостотин гнездящи двойки орли-маймунояди. По този повод е устроен резерватът Кабуайя Форест. Той е с площ 7000 хектара и е специално предназначен за опазване им. С това  се занимава и фондация „Орел-маймунояд“, с главна цел - да образова филипинците относно птицата.

Наказанието за убит орел по филипинските закони е 12 години затвор и голяма глоба.. Освен ловът й от бракониери, основната заплаха за вида е унищожаването на неговите местообитания – изсичането на тропическите гори